# Quincy, Massachusetts
Quincy este un oraș din comitatul Norfolk, statul american Massachusetts. Devenit oraș în anul 1888, Quincy avea, conform unei estimări din anul 2005 a USCB, 89.200 locuitori. Orașul se află pe marginile golfului Quincy, la 10 km sud-est de Boston, pe coasta de est a Americii de Nord. Quincy este supranumit „The City of Presidents" deoarece este localitatea natală a doi președinți americani, John Adams și fiul său, John Quincy Adams.

## Personalități născute aici
- John Adams (1735 - 1826), al doilea președinte american;
- John Quincy Adams (1767 - 1848), al șaselea președinte american;
- Donna Corcoran (n. 1942), actriță.

1. ↑   https://www.quincyma.gov/government/elected_officials/mayor_s_office/index.php, accesat în 30 mai 2022 Lipsește sau este vid: |title= (ajutor)
2. ↑  2010 U.S. Gazetteer Files, accesat în 9 iulie 2020